# Мало Ропотово
Мало Ропотово (алб. Ropotovë e Vogël или Ropotova e Vogël) је насеље у општини Косовска Каменица на Косову и Метохији. По законима самопроглашене Републике Косово насеље се налази у саставу општине Ранилуг. Атар насеља се налази на територији катастарске општине Мало Ропотово површине 345 ha.

## Демографија
Насеље има српску етничку већину.
Број становника на пописима:
- попис становништва 1948. године: 214
- попис становништва 1953. године: 221
- попис становништва 1961. године: 254
- попис становништва 1971. године: 254
- попис становништва 1981. године: 218
- попис становништва 1991. године: 233